# MP 55
Vous lisez un « article de qualité » labellisé en 2024.
Le MP 55 (Métro sur Pneumatiques conception 1955) est un ancien matériel roulant du métro de Paris qui a circulé de 1956 à 1999 sur la ligne 11. Il constitue la première série de rames sur pneumatiques mise en service par la Régie autonome des transports parisiens (RATP).
Le matériel est commandé en 1954 à la suite d'essais concluants réalisés avec la motrice prototype MP 51. Les rames de quatre caisses sont livrées entre 1956 et 1957 sur la ligne 11 du métro, alors première ligne au monde à être équipée pour le roulement sur pneumatiques. Cette nouvelle expérience est un succès et ouvre alors la voie à la conversion d'autres lignes. Le MP 55 servira de référence pour la conception du MP 59, qui constitue son successeur direct.
Le matériel bénéficie ensuite d'une modernisation à mi-vie en 1977. Les rames commencent à être radiées à partir de 1982. Le MP 55 est finalement totalement réformé en 1999, la ligne 11 étant alors équipée de MP 59 rénovés.

## Histoire

### Conception
Au début des années 1950, la toute jeune RATP met au point le premier prototype de métro à roulement sur pneumatiques dans le but d'augmenter la vitesse commerciale tout en améliorant le confort des voyageurs. Baptisé MP 51 ou « Grand-Mère », il est testé sur la voie navette du 13 avril 1952 au 31 mai 1956.

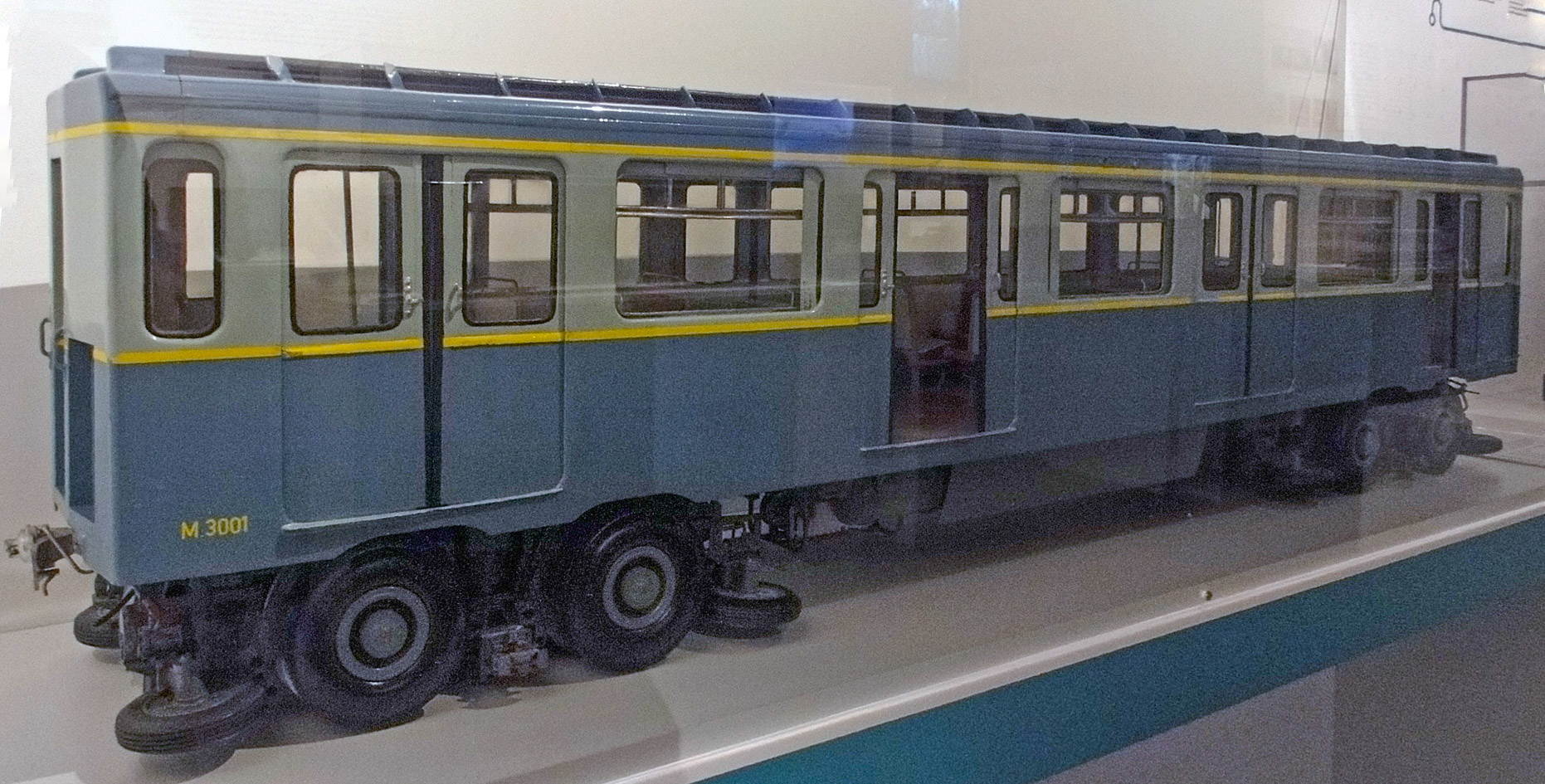
Maquette d'une motrice du MP 55. On distingue clairement les pneumatiques et les roues horizontales assurant le guidage.

Les essais se révèlent satisfaisants et la RATP décide en conséquence d'équiper une ligne de métro complète pour le roulement sur pneumatiques. La ligne 11 est choisie en raison de sa faible longueur, de son tracé tortueux et de son profil difficile qui constituent le terrain idéal pour éprouver les performances du nouveau matériel. En outre, sa fréquentation assez faible limiterait l'impact d'éventuels incidents en ligne.
Le parc de la ligne 11 est alors constitué de rames Sprague-Thomson comportant cinq voitures courtes de 12,450 m de long. Il est décidé que le nouveau matériel possèdera des caisses plus longues mais qu'il ne circulera qu'en composition de quatre voitures. Les Sprague-Thomson ainsi libérées permettent d'aller renforcer le parc de la ligne 2, qui passe à cinq caisses en juin 1958, et de radier dans le même temps 29 motrices et 37 remorques datant principalement de 1908 et 1909.
La conception du MP 55 valide et retient la plupart des principes adoptés pour le MP 51. Afin de réaliser des économies, on en revient toutefois à des procédés plus classiques sur certains points. Ainsi, des moteurs placés sous les caisses et reliés aux bogies par un arbre à cardan sont jugés trop encombrants pour des courbes serrées et sont écartés au profit de moteurs doubles sur les bogies. On opte également pour des rames comportant des remorques, les bonnes performances du métro sur pneumatiques ne justifiant pas un matériel à adhérence totale. Le freinage rhéostatique, bien que donnant toute satisfaction, est abandonné au profit d'un freinage électro-pneumatique utilisant des sabots en bois imprégné, système rudimentaire mais ayant fait ses preuves,. Par ailleurs, les essais ont démontré que le risque de crevaison en ligne était quasiment nul. On abandonne donc l'idée de pneus pleins ou renforcés au profit de pneus gonflés classiques.
Les voitures sont conçues pour fluidifier au maximum les échanges de voyageurs : pour la première fois, un matériel possède des portes équidistantes ainsi que de larges plateformes à l'extrémité des caisses, y compris dans les voitures extrêmes. En contrepartie ces dernières sont légèrement allongées pour accueillir la loge de conduite qui est en porte-à-faux. La loge accueille à la fois le conducteur et le chef de train.

### Commande et livraison
Lors de son conseil d'administration du 30 avril 1954, la RATP décide de la commande de 71 véhicules pour la ligne 11. Le marché est passé le 15 décembre 1954 et porte sur la livraison de :
- trente motrices commandées à la régie Renault, dont vingt avec loge (M) et dix sans loge (N) ;
- vingt-quatre motrices commandées à Brissonneau et Lotz, dont seize avec loge (M) et huit sans loge (N) ;
- dix-sept remorques (AB), dont dix commandées à Renault et sept à Brissonneau et Lotz.

Pour la partie mécanique, Renault s'associe à la Compagnie électro-mécanique (CEM) tandis que Brissonneau et Lotz s'associe aux Ateliers Jeumont ainsi qu'à Alsthom pour les bogies et les moteurs.
L'ensemble des véhicules permet la formation de dix-sept trains à quatre voitures circulant en formation M-N-AB-M. Les motrices de tête sont numérotées de M.3001 à M.3036 tandis que les motrices intermédiaires sont désignées par les numéros N.3501 à N.3518. Les motrices M.3035, M.3036 et N.3518 sont des voitures de réserve. Les remorques sont pour leur part numérotées de AB.5501 à AB.5517. En 1962, les motrices intermédiaires sont renumérotées de N.4001 à N.4018.
Après une présentation de la motrice N.3501 sur l'avenue des Champs-Élysées le 27 juillet 1956, la première rame est livrée le 1er octobre 1956 et mise en service commercial le 13 novembre après un peu plus d'un mois d'essais préliminaires. L'ensemble des dix-sept rames est en circulation le 1er octobre 1958, date de la radiation de la dernière Sprague-Thomson.

### Bilan, succession et modernisation
Le bilan du MP 55 se révèle positif : la capacité de la ligne 11 est augmentée de 5,5 % et l'exploitation est assurée sans incidents majeurs. Les études menées par la RATP démontrent qu'en dépit du coût plus élevé du matériel et de la complexité de la voie, la conversion de tout le réseau au roulement sur pneumatiques serait profitable à long terme,. À la même époque les matériels sur fer connaissent pourtant des progrès importants grâce à l'allègement des caisses et aux roues à centre élastique mais ces innovations sont peu connues en France.
De 1963 à 1964, la ligne 1 est à son tour transformée pour le roulement sur pneumatiques. La ligne 4 suit entre 1966 et 1967. Le nouveau matériel MP 59 alors commandé est directement issu de la conception du MP 55. Il est toutefois plus puissant, la puissance des moteurs montant de 90 à 140 chevaux vapeur et la vitesse maximale étant portée à 70 km/h,. Du point de vue extérieur, la seule différence notable est son pare-brise panoramique d'un seul tenant, là où celui du MP 55 est divisé en trois vitres.
Les rames sont les premières du réseau à être équipées du pilotage automatique entre 1965 et 1967, puis du téléphone hautes fréquences en liaison avec le PCC,.
En 1977, une modernisation des MP 55 est mise en œuvre avec l'installation d'un éclairage par bandeaux et de sièges semblables à ceux du MP 73, dont ils reçoivent aussi la livrée extérieure bleu roi. En 1992, les MP 55 sont les seuls avec les rames MA à ne pas avoir reçu la nouvelle livrée vert jade et blanc de la RATP car leur réforme était déjà proche.

### Réforme
En 1982, les voitures M.3028 et N.4014 sont les premières à être réformées, c'est-à-dire retirées du service. C'est cependant l'arrivée des nouvelles rames MP 89 sur la ligne 1 en 1997 qui va provoquer la réforme du MP 55. Par un jeu de chaises musicales, les rames MP 59 rénovées de la ligne 1 sont en effet mutées sur la ligne 4, ce qui libère les MP 59 de cette dernière. Après une rénovation, une partie de celles-ci sont donc envoyées sur la ligne 11 où elles remplacent progressivement les rames MP 55.
La dernière rame en circulation est la no 5503 en composition M.3001-N.4009-AB.5503-M.3030. Elle est retirée du service le 29 janvier 1999. Pour son dernier trajet, elle est ornée de drapeaux français et d'un dessin de la rame disant : « C'est la retraite… ». Ce départ marque également la fin des rames bleu et jaune sur le réseau RATP. La réforme est mise en œuvre avec plus de 10 ans de retard sur les prévisions du Xe plan de la RATP qui envisageaient la disparition du MP 55 entre 1984 et 1988.

## Caractéristiques

### Aspects généraux

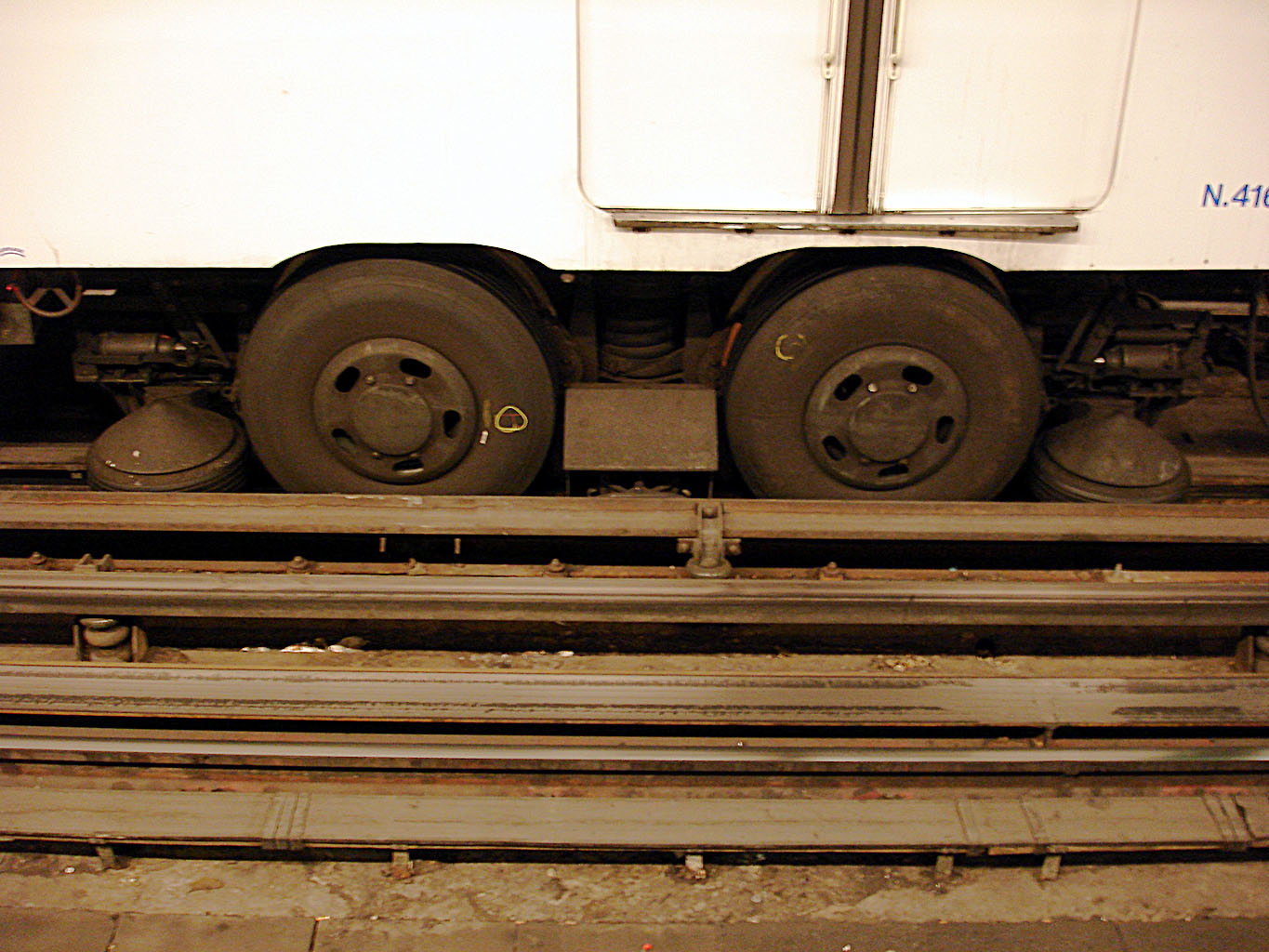
Vue du bogie d'un MP 59, matériel techniquement très proche, qui a succédé au MP 55 sur la ligne 11.

Les rames MP 55 se composent de quatre voitures : une motrice avec loge de conduite (M), une motrice sans loge (N), une remorque mixte de 1re et 2e classes (AB) et une motrice avec loge de conduite (M). Les motrices de tête ont une longueur de 15,095 m et les caisses intermédiaires de 14,390 m. Le poids est de 22,6 t pour les voitures M, 21,8 t pour les N et 15,7 t pour les AB. Les motrices des deux constructeurs diffèrent par la conception mais peuvent se côtoyer au sein des mêmes rames.
Les caisses sont de type « caisse-poutre » en acier soudé à l'arc électrique. Elles comportent quatre portes équidistantes par face dont l'ouverture est de 1,30 m. Le fonctionnement de ces dernières est amélioré par rapport aux matériels précédents : l'ouverture est automatique après actionnement du loqueteau et la fermeture est entièrement autonome,.
Toutes les voitures proposent 24 places assises, complétées par 28 strapontins pour les voitures de tête et 31 pour les voitures intermédiaires. Les premières peuvent accueillir 159 voyageurs et les secondes 166.
Les pneus fournis par Michelin sont gonflés à l'azote avec une pression de 9 kg/cm2 pour les pneus latéraux et les pneus porteurs de motrices contre seulement 6,5 kg/cm2 pour les pneus porteurs des remorques. Sur les premières rames, ils sont dotés d'une face blanche afin d'améliorer leur esthétique.

### Livrée et aménagement intérieur
Les rames, à la livraison, adoptent la livrée déjà appliquée au MA et au MP 51 : bleu clair avec filets jaunes pour la seconde classe et jaune avec filets bleu clair pour la première classe. Elles inaugurent également le nouveau logo de la RATP représentant un plan de Paris stylisé. Lors de la rénovation le parc est ensuite repeint en bleu foncé, toutes classes confondues,.
Le revêtement intérieur est constitué de formica, un plastique stratifié à la mode dans les années 1950. Les sièges d'origine sont en texoïd de couleur vert clair en première classe et brune en seconde classe. Le revêtement au sol est en caoutchouc tandis que le plafond est en alliage d'aluminium blanc laqué. L'éclairage est d'abord permis par des tubes fluorescents, remplacés par des bandeaux lors de la rénovation. L'air circule dans la rame grâce à des lanterneaux, la partie supérieure des vitres pouvant également être ouverte par les voyageurs. Comme pour le MP 73 ainsi que les MA, MP 59 et MF 67 de série A et C, les portes intérieures de loge et d’intercirculation ne comportent pas à l'origine de fenêtres. Elles sont équipées de vitres à la fin des années 1960 afin d'améliorer le sentiment de sécurité à bord. Durant les premières années, les voyageurs disposent également de porte-bagages situés au-dessus de leurs têtes mais ceux-ci sont vite retirés.

### Aspects techniques

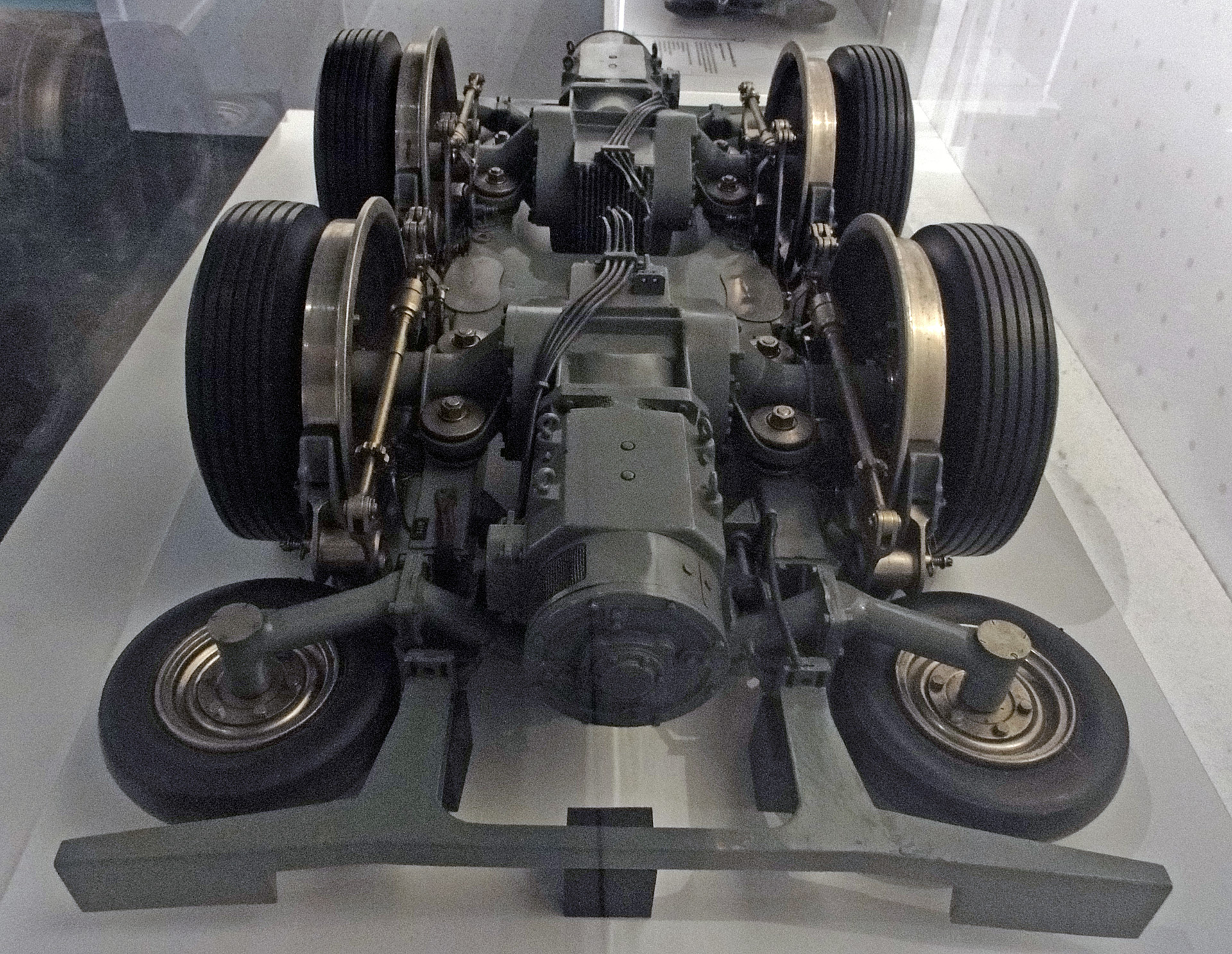
Maquette d'un bogie de MP 55.

Les motrices sont équipées de quatre moteurs de 90 chevaux couplés en deux séries, fabriqués par la CEM ou Alsthom. Leur conception diffère selon le constructeur : inclinés pour les moteurs CEM et horizontaux pour les moteurs Alsthom. Les équipements de traction sont également différents, à commande électro-pneumatique pour le modèle CEM ou bien à arbres à cames électriques de type Jeumont-Heidmann pour le modèle Alsthom. Les caisses Renault reposent sur des patins latéraux, complétés par une suspension pneumatique pour les caisses Brissonneau et Lotz,,.
L'accélération maximale est de 1,30 m·s-2, bien que bridée pour le confort des voyageurs. Le freinage est du type électro-pneumatique à tambour modérable au serrage et au desserrage. Au début de leur carrière, un freinage Westinghouse classique est maintenu en parallèle par sécurité,. Il est supprimé en 1975, le système par électrovalve ayant donné satisfaction. Le freinage normal atteint au maximum 1,60 m·s-2 et le freinage d'urgence pas plus de 2,50 m·s-2, pour des raisons de sécurité.
Selon l'Association du musée des Transports urbains, interurbains et ruraux (AMTUIR), ces rames ont « laissé le souvenir d'un particulier inconfort engendré par les trépidations permanentes du roulement ».

## Parc
Le parc était constitué de 17 rames numérotées 5501 à 5517.

## Conservation
Aucune rame complète de MP 55 n'a été préservée. Seules quatre voitures ont été sauvegardées : la remorque AB.5517 et la motrice M.3011 sont préservées par la RATP, tandis que la motrice M.3030 est chez un particulier. Par ailleurs la motrice M.3001, qui se trouvait précédemment dans le musée Renault à Flins, est maintenant dans la collection de la RATP au sein de la gare de triage de Villeneuve-Saint-Georges.

## Dans la culture
Dans le film Le Samouraï de Jean-Pierre Melville, réalisé en 1967, le personnage de Jeff Costello, interprété par Alain Delon, emprunte la ligne 11 et une rame MP 55 entre Télégraphe et Châtelet lors d'une filature avec la police.